# Filipópolis
Filipópolis (en griego antiguo: Φιλιππούπολις, Φιλιππόπολις, o Φιλιπούπολις) es uno de los nombres de la ciudad antigua (entre los que se encuentran la tracia Eumolpia/Pulpudeva y la romana Trimontium) situada donde hoy se encuentra Plovdiv. La ciudad se convirtió en una de las más grandes e importantes de la región, y Luciano de Samósata la llamó "la más grande y hermosa de todas las ciudades". Durante la mayor parte de su historia registrada, la ciudad fue conocida por el nombre Filipópolis en honor a Filipo II de Macedonia. Filipópolis se convirtió en parte del imperio romano y capital de la provincia romana de Tracia. Según Amiano Marcelino, Filipópolis tenía una población de 100.000 habitantes en la época romana.
Filipópolis estaba en una región fértil a orillas del río Maritsa (el antiguo Hebrus). Históricamente, la ciudad se desarrolló sobre siete colinas de sienita, algunas de las cuales tienen 250 metros (273,4 yd) de altura, por lo que a menudo se hace referencia a Plovdiv en Bulgaria como "la ciudad de las siete colinas".

## Historia

### Historia prerromana

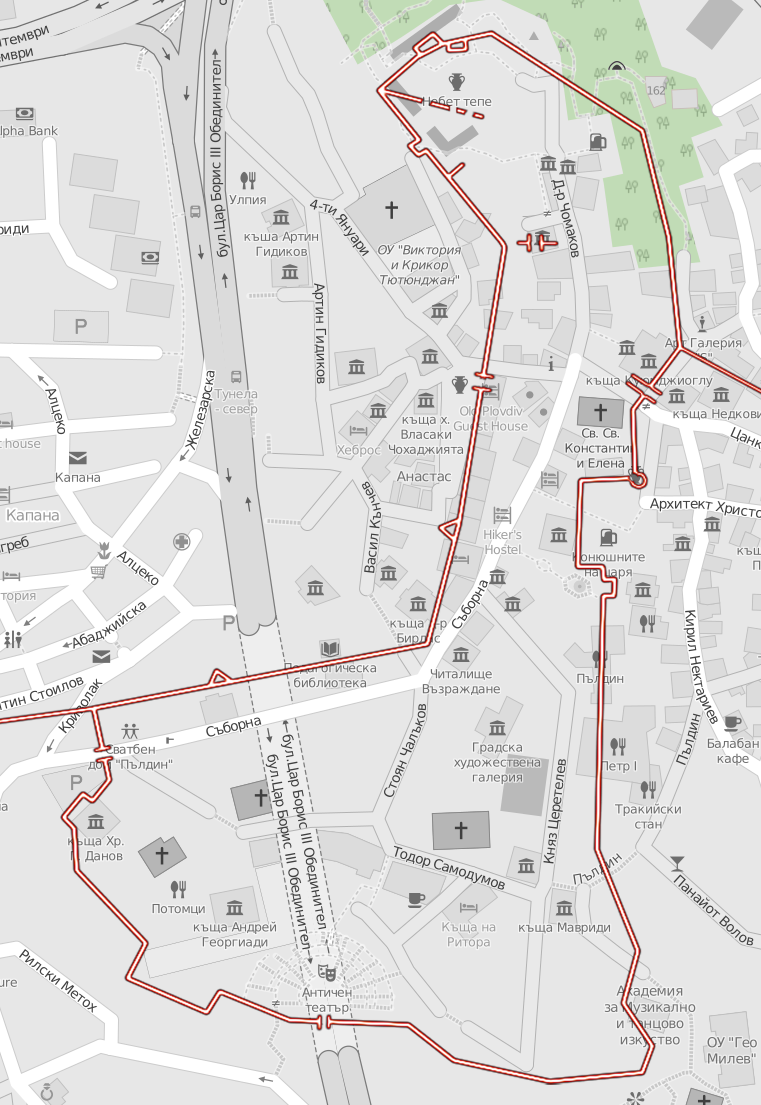
Circuito de la muralla helenística

Los primeros signos de habitabilidad en el territorio de Filipópolis se remontan al sexto milenio antes de Cristo, cuando se establecieron los primeros asentamientos. Los arqueólogos han descubierto cerámica fina y objetos de la vida cotidiana en Nebet Tepe desde el Calcolítico, lo que demuestra que a finales del cuarto milenio antes de Cristo, ya había un asentamiento establecido allí. Se han descubierto necrópolis tracias que datan del segundo y tercer milenio antes de Cristo, mientras que la ciudad tracia de Eumolpias se estableció entre el segundo y el primer milenio antes de Cristo.
La ciudad amurallada fue construida por la tribu tracia de los besos. En el 516 a. C., durante el gobierno de Darío I, Tracia fue parte del imperio persa. En 492 a. C., el general persa Mardonio volvió a someter a Tracia, y se convirtió nominalmente en vasalla de Persia hasta el primer gobierno de Jerjes I. A partir del 479 a. C., la ciudad se incluyó en el reino odrisio, una unión tribal tracia.
La ciudad fue conquistada por Filipo II de Macedonia en el 342 a. C., (dando su nombre a la nueva ciudad) y el rey odrisio fue depuesto. Esto marcó la expansión de la ciudad con un plan de calles griego organizado. Diez años después de la invasión de Macedonia, el rey odrisio Seutes III se rebeló contra el gobierno de Alejandro Magno, lo que no resultó ni en la victoria ni en la derrota, sino en un punto muerto. Bajo la soberanía macedonia, los reyes tracios restablecieron su reino y comenzaron a ejercer influencia nuevamente.
La ciudad fue destruida por los celtas como parte de la invasión celta de Europa del Este, muy probablemente en el 270 a. C.
En 183 a. C. Filipo V de Macedonia conquistó la ciudad, pero poco después los tracios la reconquistaron.

### Historia romana

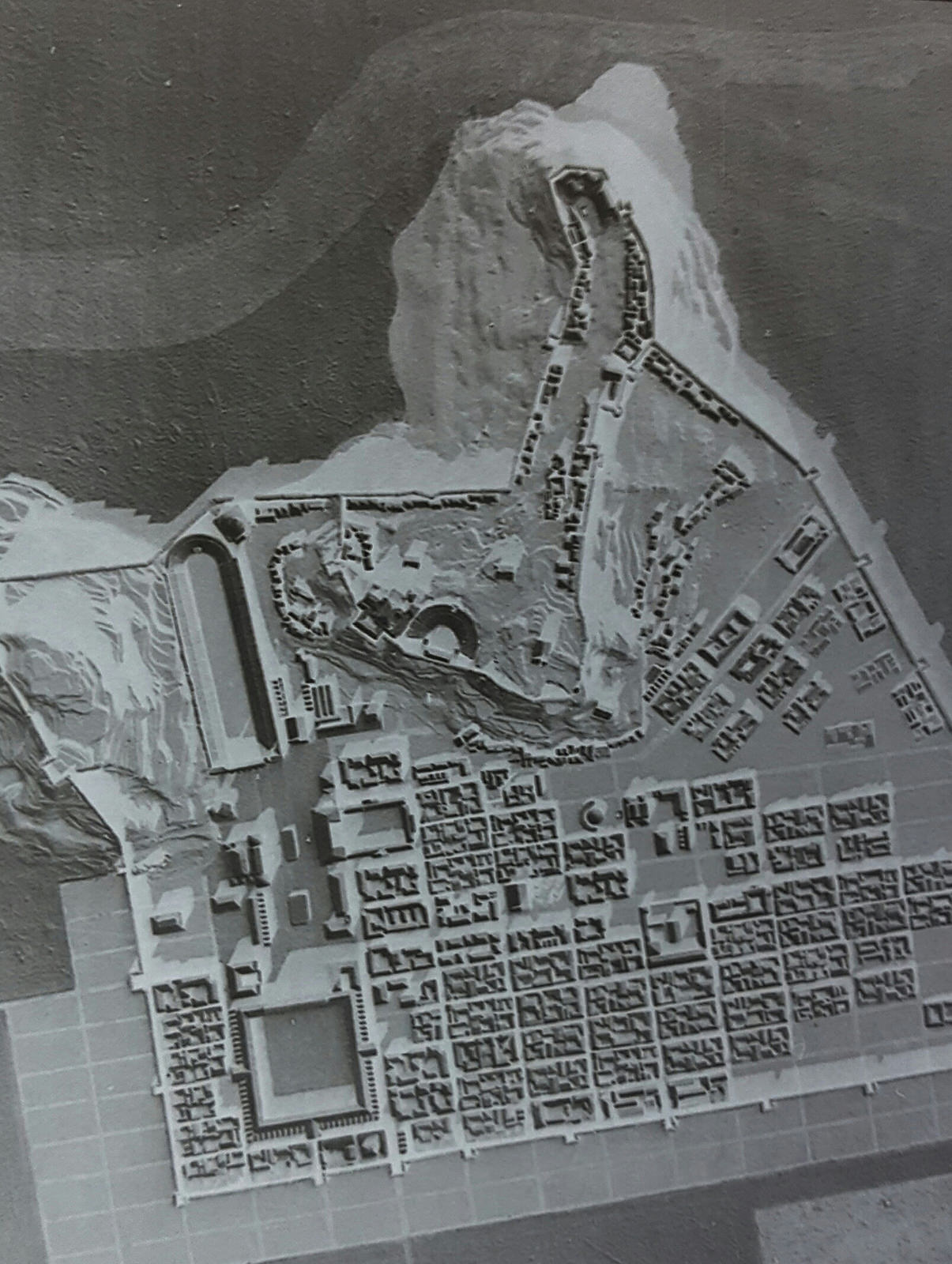
Maqueta de Filipópolis en la época romana, creada por el arquitecto Matey Mateev.

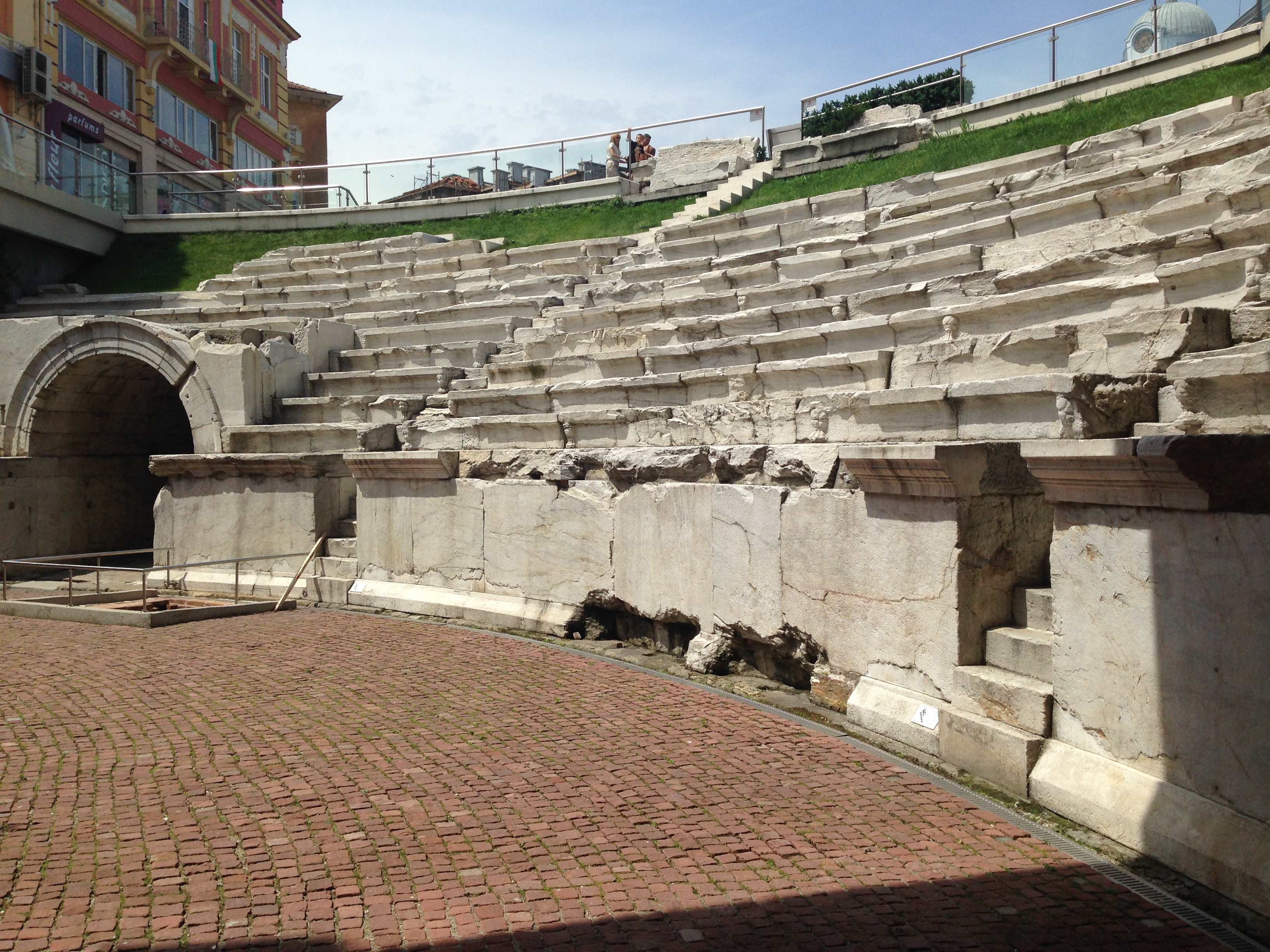
Extremo norte del estadio romano

En el 72 a. C., el general romano Marco Lúculo se apoderó de la ciudad durante la tercera guerra mitridática, pero pronto fue devuelta al control tracio. En el año 46 d. C. la ciudad fue finalmente incorporada al imperio romano por el emperador Claudio. Obtuvo el estatus de ciudad (municipium) a finales del siglo I. Como Trimontium, fue una encrucijada importante para el Imperio Romano y Luciano la llamó "la más grande y más hermosa de todas las ciudades". Aunque no era la capital de la provincia de Tracia en este momento (que era Perinto), la ciudad era el centro más grande e importante de la provincia. Fue la sede de la Unión de los Tracios y la Vía Militaris (o Vía Diagonalis), la vía militar más importante de los Balcanes, atravesaba la ciudad. La época romana fue un período de crecimiento y excelencia cultural, y las ruinas antiguas cuentan la historia de una ciudad vibrante y en crecimiento con numerosos edificios públicos, odeón, santuarios, baños, teatros y un estadio. La gran escala de la construcción pública durante la Dinastía Flavia (69-96 d. C.) llevó a que la ciudad fuera nombrada Flavia Filipópolis.
Adriano (r. 117-138) visitó la ciudad como parte de su gira por el imperio y se erigió un arco triunfal fuera de la puerta este en su honor.
Aproximadamente en el año 250, la Batalla de Filipópolis involucró un largo asedio por parte de los godos dirigidos por su gobernante Cniva. Después de la traición de un ciudadano descontento que les mostró dónde escalar las murallas, la ciudad fue incendiada y 100.000 de sus ciudadanos murieron o fueron llevados cautivos según Amiano Marcelino.
La ciudad se había contraído hasta mediados del siglo IV, pero luego prosperó más tarde en el siglo IV, como muchas ciudades de la región, y comenzó a extenderse por la llanura nuevamente. Filipópolis recuperó su tamaño del siglo III, en su mayor prosperidad. Esta expansión se muestra en los grandes edificios nuevos en la acrópolis (Trimontium) y también en la llanura, como los baños orientales y la gran basílica.
Sin embargo, fue destruida nuevamente por los hunos de Atila en 441–2 y por los godos de Teodorico Estrabón en 471.

### Edad Media
Filipópolis cayó ante los protobúlgaros del Primer Imperio en 863, durante el reinado de Boris I (r. 852–889), habiendo sido brevemente abandonada por los habitantes cristianos en 813 durante una disputa con el kan Krum (r. c. 803 – 814). Después de esto, el asentamiento se contrajo, aunque siguió siendo una ciudad importante, con las murallas de la ciudad reconstruidas y nuevas basílicas cristianas y baños romanos construidos en el siglo IV. Durante las guerras bizantino-búlgaras, el emperador Basilio II (r. 960–1025) usó Filipópolis como una importante fortificación estratégica, gobernada por el protospatharios Nicéforo Xifias.
A mediados del siglo XI, la ciudad fue atacada por los pechenegos, quienes la ocuparon brevemente alrededor de 1090. La ciudad continuó prosperando, con las murallas restauradas en el siglo XII, durante el cual el historiador y político Nicetas Coniata fue su gobernador y el médico Miguel Itálico fue su obispo metropolitano. Según el historiador latino de la cuarta cruzada, Geoffrey de Villehardouin, Filipópolis fue la tercera ciudad más grande del Imperio bizantino, tras Constantinopla (Estambul) y Salónica.
Sufrió daños por el paso de los ejércitos por la ciudad durante las cruzadas, así como por la violencia sectaria entre el cristianismo ortodoxo oriental y las denominaciones armenia y pauliciana. Durante la tercera cruzada, Federico I Barbarroja acampó en Filipópolis del 26 de agosto al 5 de noviembre de 1189.
La ciudad fue destruida por Kaloján de Bulgaria (r. 1196-1207) en 1206 y reconstruida a partir de entonces. En 1219, la ciudad se convirtió en la capital del ducado cruzado de Filipópolis, parte del imperio latino. El Segundo Imperio Búlgaro recuperó la ciudad en 1263, pero la perdió ante el control bizantino antes de recuperarla en 1323. El imperio otomano conquistó Filipópolis (llamada en turco: Filibe) en 1363 o 1364.

## Urbanismo y arqueología

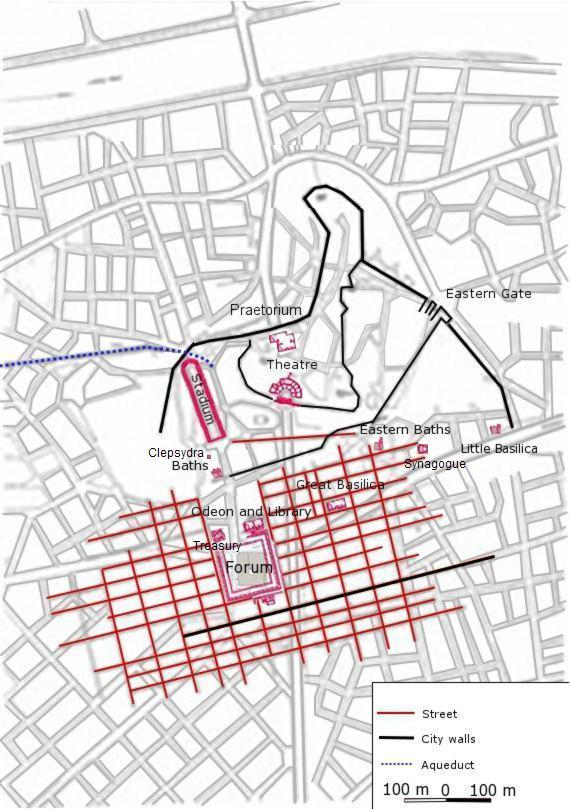
La romana Trimontium (Filipópolis), mostrando también la exclusión de parte de la ciudad por el muro sur

El trazado de Filipópolis fue revelado en gran parte por la arqueología entre 1965-85 que, con registros históricos, confirmaron la presencia de tres niveles arqueológicos: helenístico, romano y tardorromano.

### Período helenístico
La ciudad originalmente construida sobre las colinas, a partir del asentamiento tracio original en Nebet Tepe y las Tres Colinas en general, se extendió a la llanura en el período helenístico. La planificación inicial y la construcción de Filipópolis comenzaron durante el gobierno de Filipo II (359–336 a. C.) y continuaron durante el reinado de Alejandro Magno y los diádocos. A pesar del entorno político y económico inestable desde el siglo IV a. C. hasta el siglo I a. C., se implementaron técnicas de construcción complejas y planificación urbana a gran escala.
El plan de calles de Hipodamo se aplicó a Filipópolis como en otros pueblos antiguos como Mileto, Éfeso, Alejandría y Olinto. La Filipópolis helenística tenía una red de calles ortogonales de grava. Algunas de las calles tenían aceras, bordillos y peraltes para acomodar el drenaje de agua de lluvia. Las calles que se cruzaban formaban bloques urbanos rectangulares (insulae) con edificios residenciales y públicos.

### Periodo romano

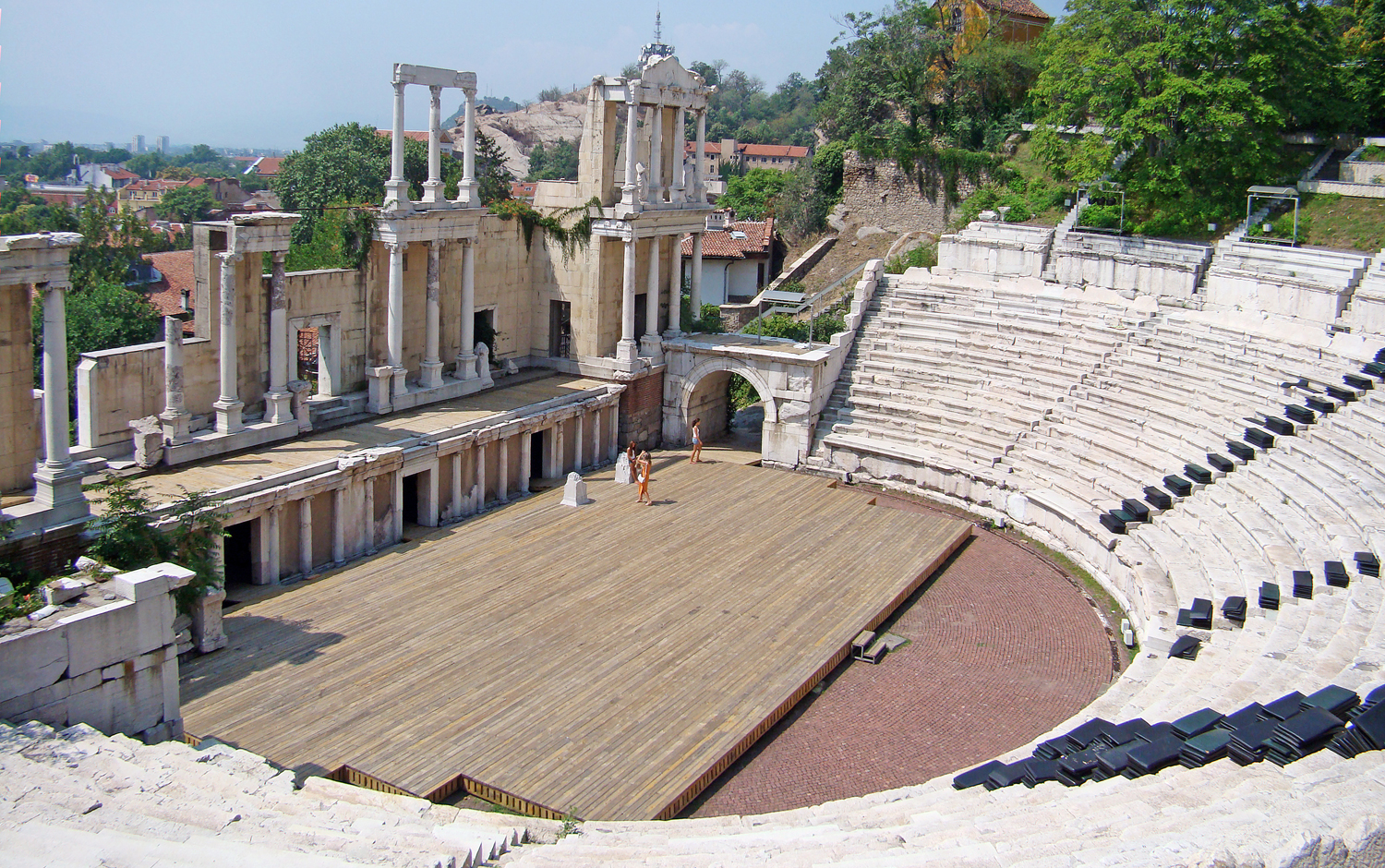
Teatro

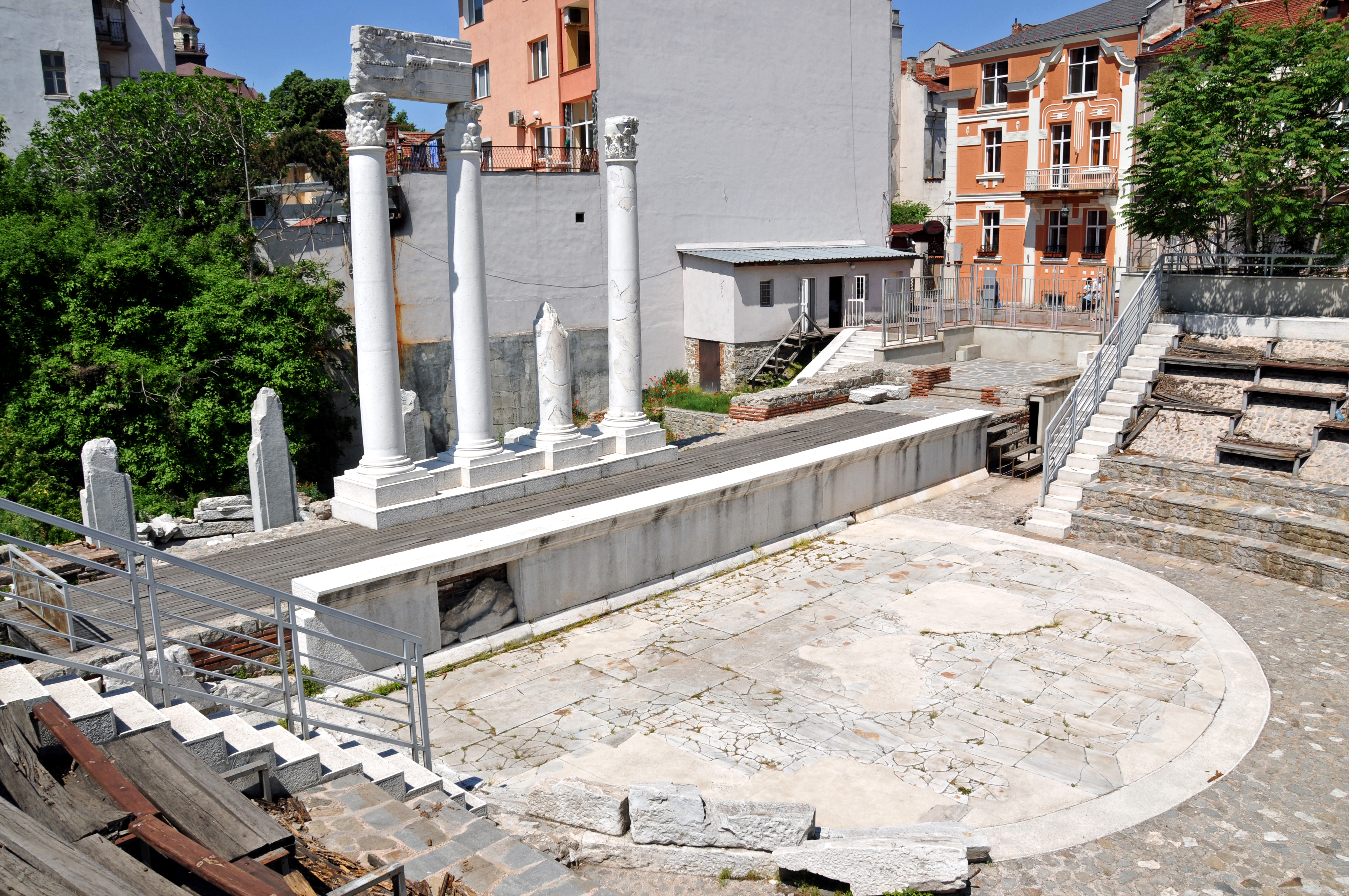
Odeón romano

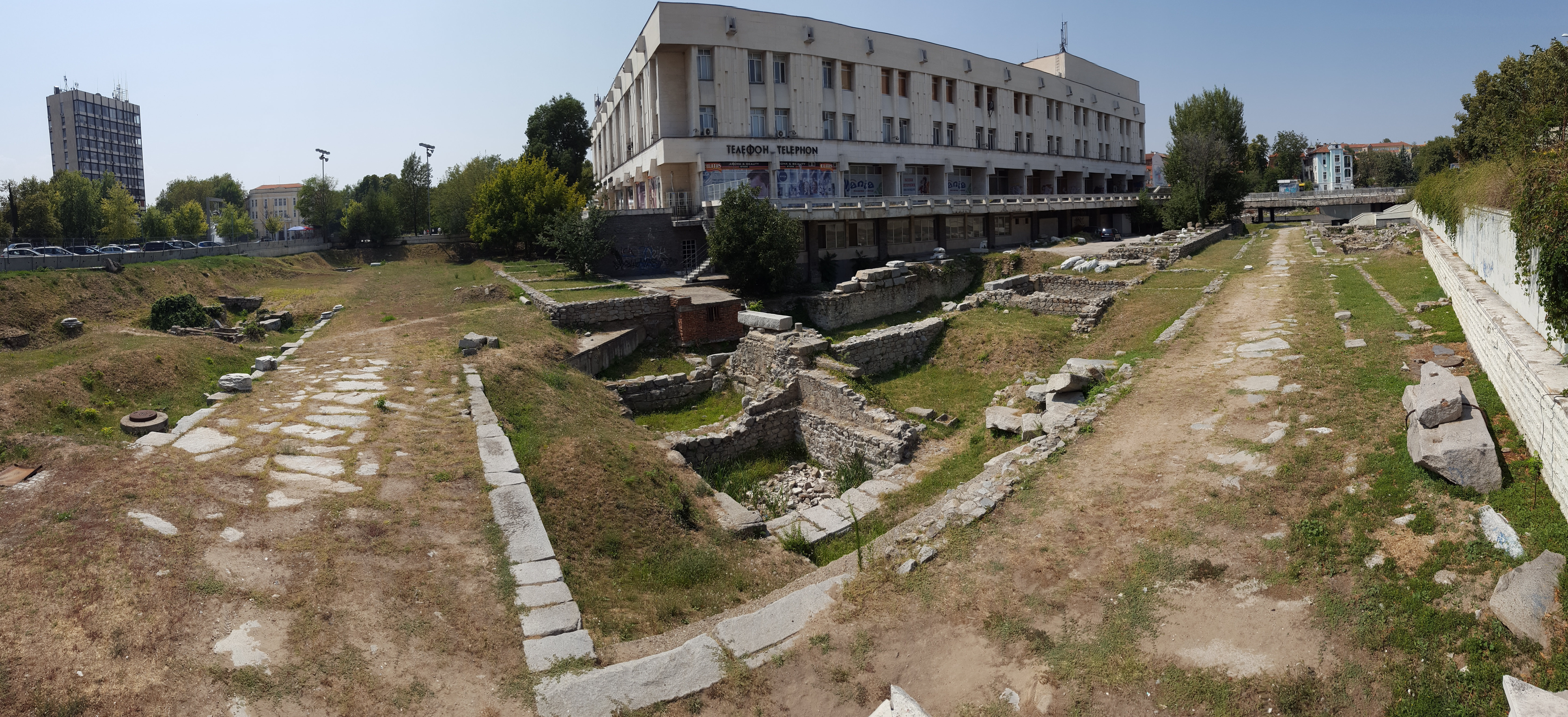
Foro

El modelo de planificación urbana del período helenístico se siguió y desarrolló después de que la ciudad pasara a formar parte del imperio romano. Los romanos continuaron el legado dejado por los arquitectos griegos; la unidad de medida utilizada por los romanos (el pie romano - 296 mm) coincidió casi en su totalidad con el paso ático utilizado en época helenística, lo que les permitió seguir fácilmente el modelo urbanístico inicial de la ciudad sin realizar alteraciones significativas.
En época romana la superficie edificada de Filipópolis en la llanura ascendía a 50 ha (123,6 acre) . Incluía alrededor de 150 insulae, cada una con un ancho de 1 actus (35,5 m) y una longitud de 2 actus (71 m). La red de calles existente fue renovada y ampliada con suministro de agua y alcantarillado debajo de ella. La superficie de la red viaria ascendía a 100.000 m 2 Las calles estaban pavimentadas con grandes losas de granito. El ancho de las calles era de 15 pies romanos (4,4 m) mientras que el ancho de las calles principales alcanzaba los 30 pies romanos (8,9 m).

### Murallas de la ciudad
Las murallas se construyeron originalmente en el siglo IV a. C. alrededor de las Tres Colinas. En 172, según una inscripción encontrada en el área de la Puerta Este del reinado del emperador Marco Aurelio, las murallas de la ciudad se reforzaron en las tres colinas y se extendieron alrededor de la ciudad en la llanura en las áreas al este y al oeste de los tres. colinas, incluyendo, inusualmente, el estadio. Parte de este muro se puede ver hoy bajo la Plaza Djumaya, al lado del Estadio. Sin embargo, el muro también se construyó en una parte de la ciudad que se encuentra al sur del foro, dejando extrañamente muchos edificios fuera de la protección de los muros. Finalmente, esta área quedó abandonada y se usó como cementerio donde se descubrieron tumbas cristianas primitivas. Aunque dañado en 251 durante la invasión gótica, los muros fueron renovados en los siglos III y IV. Después de las invasiones godas, se realizaron cambios particularmente en el complejo de la Puerta Este. La puerta anterior fue abandonada y se añadió una nueva puerta que incluía un arco triunfal existente en honor a Adriano del siglo II.
El odeón romano de Filipópolis fue construido como un buleuterio helenístico, o cámara del consejo, y se sometió a cuatro reconstrucciones entre los siglos I y IV para su uso como pequeño teatro.

#### Acueductos

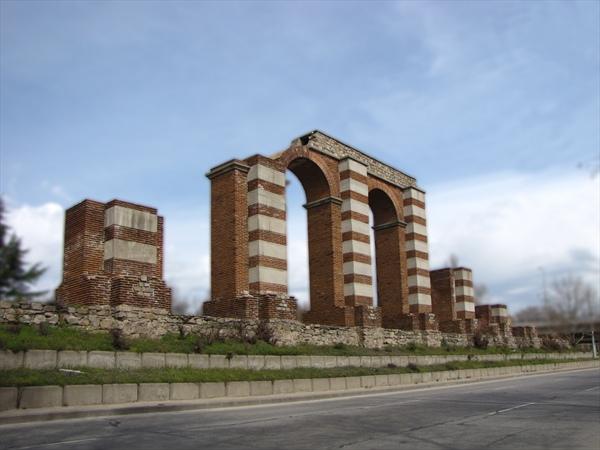
Restos del acueducto romano en Komatevsko Shose

Tres acueductos de 22 km de longitud abastecía principalmente la parte baja de la ciudad, mientras que las colinas dependían de pozos y tanques de agua de lluvia. Los acueductos corren en paralelo en la vecindad del suburbio de Komatevo con una separación de 30-40 m, uno es una tubería de tubos de arcilla y dos son parcialmente elevados sobre arcos.
Una sección del puente del acueducto "occidental", que es considerablemente más grande, se ha restaurado parcialmente en Komatevsko Shose. Es el único en pie hoy en día en Bulgaria. Los muelles también son visibles en el estadio romano. Excavaciones recientes han revelado más pilares que datan del siglo II a. C.
Se supone que los tres acueductos convergían en las laderas occidentales de Djendemtepe en un tanque de distribución (castellum aquae) que parece haber sido destruido en la construcción del túnel moderno.

### Período romano tardío

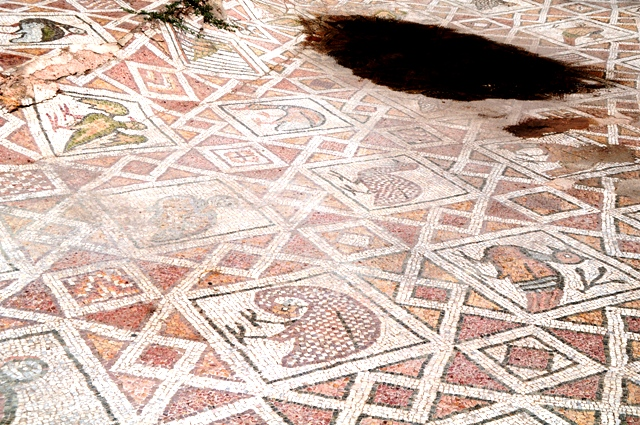
Mosaico de la Gran Basílica

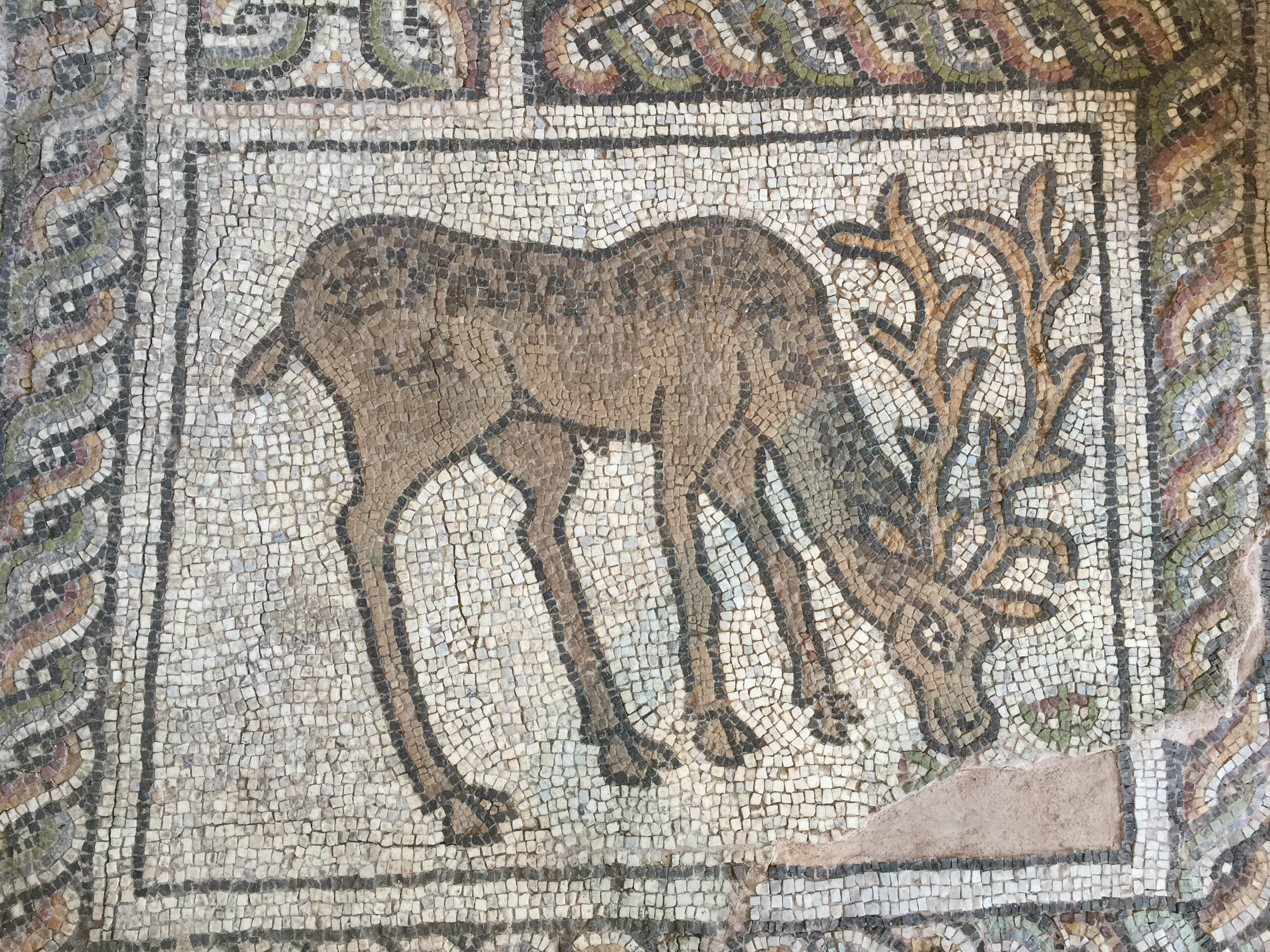
Mosaico de la Pequeña Basílica

Los edificios notables que se pueden ver hoy en día son:
- Gran Basílica de Plovdiv
- Pequeña Basílica de Plovdiv

La enorme Gran Basílica con sus magníficos mosaicos en el piso ha sido excavada durante muchos años y desde 2021 se conserva en un nuevo museo.

### Otros hallazgos arqueológicos
Excavaciones recientes han revelado un arco triunfal del siglo I, el segundo descubierto en toda Bulgaria.
En 2018 se encontró un fragmento de una estatua romana con una inscripción en griego antiguo que menciona el derecho de proedria (el derecho a ocupar los asientos de primera fila en el teatro, asientos de honor para las figuras administrativas y políticas más honradas) y el nombre Sozipatros.
En 2019, los arqueólogos encontraron una gran losa de piedra en el sitio de la Gran Basílica del siglo III d. C. Estaba inscrita en griego en honor al dios Dionisio. La inscripción dice: “Por la victoria, la salud y la existencia eterna de los emperadores Publio, Licinio Valeriano y Galiano Agustino y por toda su casa, por el Santo Senado y el pueblo romano, y por el consejo y la asamblea popular de Filipópolis – el líder tracio Dionisio dedicó los misterios sobrevivientes, mientras que el líder de los misterios y sacerdote eterno fue Aurelio Muciánido, hijo de Muciano”. A esto le sigue una lista de los 44 miembros de una sociedad mística, varios con los puestos que ocupan.